# Marcel Wüst
Marcel Wüst (Colonia, 6 agosto 1967) è un ex ciclista su strada tedesco.
Professionista dal 1988 al 2001, è stato capace di vincere almeno una tappa in tutti e tre i Grandi giri: ha ottenuto in carriera 120 vittorie, tra cui la tappa del Giro d'Italia 1997 con arrivo a Mondragone, quella del Tour de France 2000 con arrivo a Vitré e 12 frazioni complessive alla Vuelta a España.

## Palmarès
- 1988

Grote Prijs Waregem
3ª tappa Tour du Loir-et-Cher
- 1989

Tour des Pyrénées méditerranéennes
6ª tappa Circuit de la Sarthe
3ª tappa, 1ª semitappa Tour de l'Oise
- 1990

2ª tappa Circuit de la Sarthe
2ª tappa, 2ª semitappa Parigi-Bourges
5ª tappa Vuelta a Burgos (Miranda de Ebro)
- 1991

1ª tappa Route du Sud
3ª tappa Route du Sud
3ª tappa Tour du Poitou-Charentes
1ª tappa Herald Sun Tour
11ª tappa Herald Sun Tour
14ª tappa Herald Sun Tour
6ª tappa Mazda Alpine Tour
8ª tappa Mazda Alpine Tour
- 1992

1ª tappa Route du Sud
2ª tappa Route du Sud
4ª tappa Route du Sud
5ª tappa Route du Sud
5ª tappa Grand Prix du Midi Libre (Gerona)
1ª tappa Tour de l'Avenir (Flers)
4ª tappa Herald Sun Tour
6ª tappa Herald Sun Tour
10ª tappa Herald Sun Tour
1ª tappa Mazda Alpine Tour
5ª tappa Mazda Alpine Tour
8ª tappa Mazda Alpine Tour
- 1993

Grand Prix de Denain
À travers le Morbihan
3ª tappa Vuelta a Burgos (Miranda de Ebro)
1ª tappa Volta Ciclista a Catalunya
3ª tappa Herald Sun Tour
10ª tappa Herald Sun Tour
- 1994

1ª tappa Critérium du Dauphiné Libéré (Saint-Priest)
1ª tappa Herald Sun Tour
- 1995

4ª tappa Clásico RCN
4ª tappa Quatre Jours de l'Aisne
4ª tappa Vuelta a España (La Coruña)
14ª tappa Vuelta a España (Valencia)
21ª tappa Vuelta a España (Madrid)
7ª tappa Herald Sun Tour
- 1996

3ª tappa Tour DuPont
12ª tappa Tour DuPont
1ª tappa, 1ª semitappa Vuelta a La Rioja
3ª tappa Vuelta a La Rioja
7ª tappa Volta Ciclista a Catalunya (Igualada)
4ª tappa Vuelta a Castilla y León
- 1997

7ª tappa Giro d'Italia (Mondragone)
4ª tappa Route du Sud
5ª tappa Vuelta a Burgos (Burgos)
2ª tappa Vuelta a España (Vilamoura)
3ª tappa Vuelta a España (Huelva)
5ª tappa Vuelta a España (Malaga)
- 1998

1ª tappa Vuelta a Chile
6ª tappa Vuelta a Chile
7ª tappa Vuelta a Chile
8ª tappa Vuelta a Chile
10ª tappa Vuelta a Chile
11ª tappa Vuelta a Chile
2ª tappa Circuit de la Sarthe (La Ferté-Bernard)
Circuito de Getxo
3ª tappa Vuelta a Burgos (Aranda de Duero)
14ª tappa Vuelta a España (Saragozza)
17ª tappa Vuelta a España (León)
- 1999

1ª tappa Setmana Catalana (Lloret de Mar)
2ª tappa Vuelta a Aragón (Alcañiz)
5ª tappa Vuelta a Aragón (Saragozza)
4ª tappa Vuelta a Galicia
5ª tappa Vuelta a Burgos (Burgos)
2ª tappa Vuelta a España (Alicante)
3ª tappa Vuelta a España (Fuenlabrada)
4ª tappa Vuelta a España (Salamanca)
7ª tappa Vuelta a España (León)
- 2000

1ª tappa Circuit de la Sarthe (Mayenne)
2ª tappa Circuit de la Sarthe (Châteauneuf-sur-Sarthe)
3ª tappa Circuit de la Sarthe (Saint-Cosme-en-Vairais)
5ª tappa Circuit de la Sarthe (Sablé-sur-Sarthe)
1ª tappa Vuelta a Aragón
6ª tappa, 1ª semitappa Deutschland Tour (Herzogenaurach)
5ª tappa Tour de France (Vitré)

### Altri successi
- 1988

Rund um den Kurpark - Bad Homburg  (Criterium)
- 1989

1ª tappa Coca-Cola Trophy (Criterium)
Siegen (Criterium)
- 1991

Grand Prix de la ville de Meyrin (Criterium)
7ª tappa International Cycling Classic Superweek (Criterium)
- 1993

4ª tappa Fresca Classic - Milwaukee Superweek
- 1995

Köln-Longerich
Grote Prijs Goffin - Huppaye
5ª tappa Fresca Classic - Milwaukee Superweek
3ª tappa Tour of New Zealand (Criterium)
4ª tappa Tour of New Zealand (Criterium)
6ª tappa Tour of New Zealand (Criterium)
Colonial Cycling Classic
- 1996

Ahrweiler
7ª tappa Commonwealth Bank Classic (Criterium)
Regensburg
Troisdorf-Spich
10ª tappa Fresca Classic - Milwaukee Superweek
tappa Coca-Cola Trophy (Criterium)
- 1997

Hannover
Velbert
1ª tappa Boland Bank Cycle Classic (Criterium)
5ª tappa Boland Bank Cycle Classic (Criterium)
6ª tappa Boland Bank Cycle Classic (Criterium)
Stadtlohn
- 1998

Heinsberg
Manacor
Nordhorn
El Arenal
- 1999

Noosa International Criterium (Criterium)
10ª tappa Commonwealth Bank Classic (Criterium)
13ª tappa Commonwealth Bank Classic (Criterium)
Doug Petty
Hamm Derny's (Derny)
Heilbronn (Cronocoppie con Adriano Baffi)
- 2000

Arenal
Radevormwald (Criterium)
City Nacht Rhede (Criterium)
Lescouet-Jugon
Profronde van Surhuisterveen (Criterium)

## Piazzamenti

### Grandi giri
- Giro d'Italia

1990: 143º
1996: ritirato (1ª tappa)
1997: 105º
1998: fuori tempo (17ª tappa)
- Tour de France

1992: ritirato (1ª tappa)
2000: non partito (12ª tappa)
- Vuelta a España

1991: ritirato (10ª tappa)
1995: 93º
1996: squalificato (21ª tappa)
1997: 109º
1998: 106º
1999: ritirato (17ª tappa)

### Classiche
- Milano-Sanremo

1993: 85º
- Giro delle Fiandre

1990: 104º
1992: 88º
1993: 74º
- Parigi-Roubaix

1993: 64º

### Competizioni mondiali
- Campionati del mondo

Chambéry 1989 - In linea: ritirato
San Sebastián 1997 - In linea: ritirato